# Физеш (Хунедоара)
Физеш (рум. Fizeș) насеље је у Румунији у округу Хунедоара у општини Бајица. Oпштина се налази на надморској висини од 232 m.

## Становништво
Према подацима из 2002. године у насељу је живело 209 становника, од којих су сви румунске националности.